# Thời đại đồ đá giữa
Thời đại đồ đá giữa (tiếng Anh là Mesolithic có gốc từ tiếng Hy Lạp: mesos "giữa", lithos "đá") là một giai đoạn của thời đại đồ đá, một khái niệm khảo cổ được sử dụng để chỉ các nhóm nền văn hóa khảo cổ đặc trưng trong giai đoạn giữa thời đại đồ đá cũ và thời đại đồ đá mới.
Thuật ngữ này được sử dụng để chỉ nhiều khung thời gian khác nhau ở nhiều nơi thuộc Á-Âu. Đầu tiên nó được dùng để chỉ giai đoạn sau Holocene nhưng trước các dụng cụ thời kỳ nông nghiệp ở Tây Bắc châu Âu trong khoảng thời gian 12 đến 7 Ka BP (Kilo annum before present, ngàn năm trước).
Tuy nhiên nó cũng chỉ các dụng cụ từ Levant từ khoảng 22 đến 11,5 Ka BP. Ở Nhật Bản, thời kỳ Jōmon từ khoảng 16 đến 2,4 Ka BP đôi khi cũng được gọi là thời kỳ đồ đá giữa. Nó cũng dùng để chỉ một số nền văn hóa ở tiểu lục địa Ấn Độ từ 100 đến 32 Ka BP.